# Úžice (district de Kutná Hora)
Pour les articles homonymes, voir Úžice.
Úžice (en allemand : Auschitz) est une commune du district de Kutná Hora, dans la région de Bohême-Centrale, en République tchèque. Sa population s'élevait à 665 habitants en 2020.

## Géographie
Úžice se trouve à 7 km à l'ouest d'Uhlířské Janovice, à 23 km à l'ouest-sud-ouest de Kutná Hora et à 46 km au sud-est de Prague.
La commune est limitée par Barchovice et Horní Kruty au nord, par Skvrňov et Staňkovice à l'est, par Rataje nad Sázavou et Samopše au sud, et par Sázava et Vlkančice à l'ouest.

## Histoire
La première mention écrite de la localité date de 1284.

## Galerie

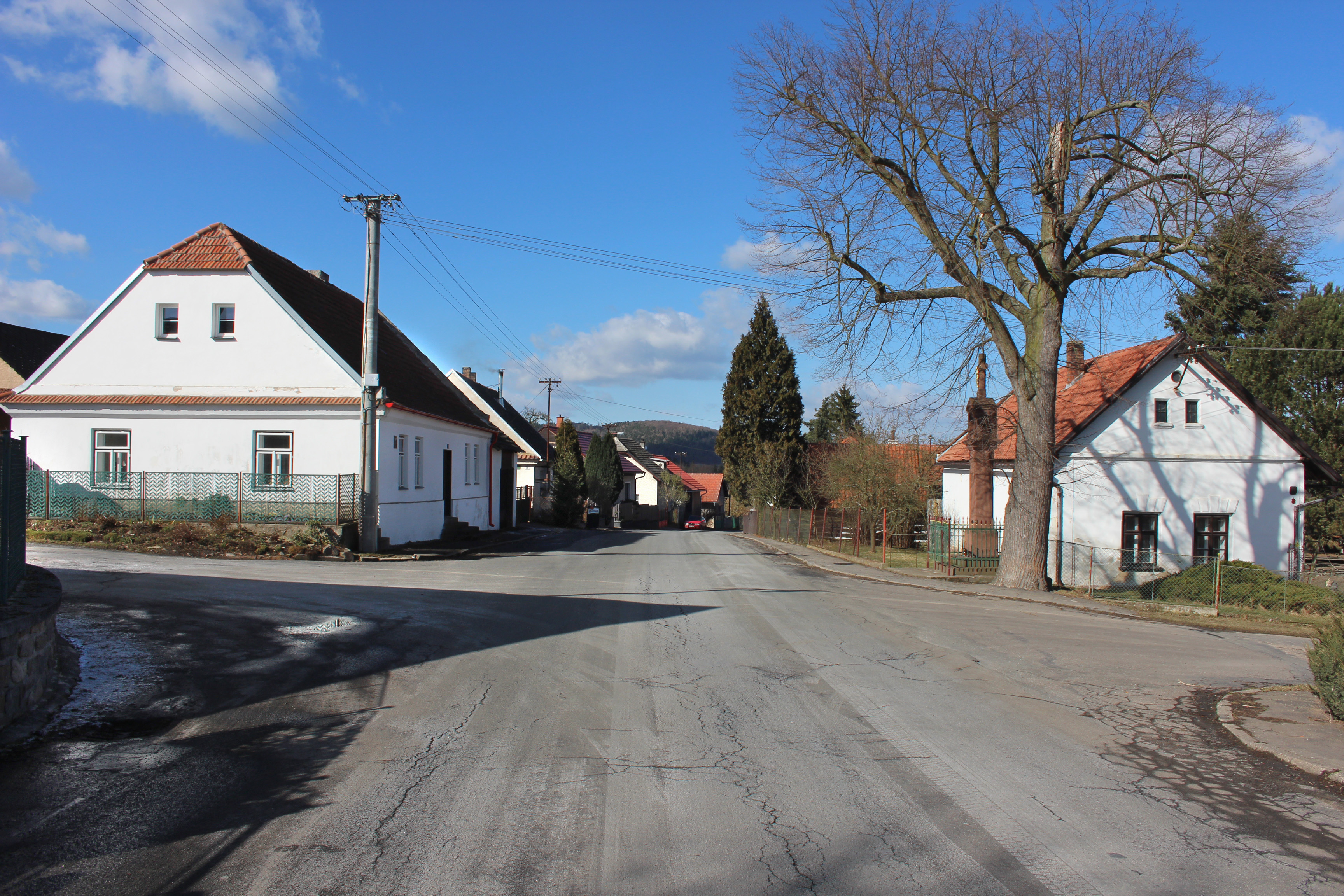
Le hameau de Benátky.
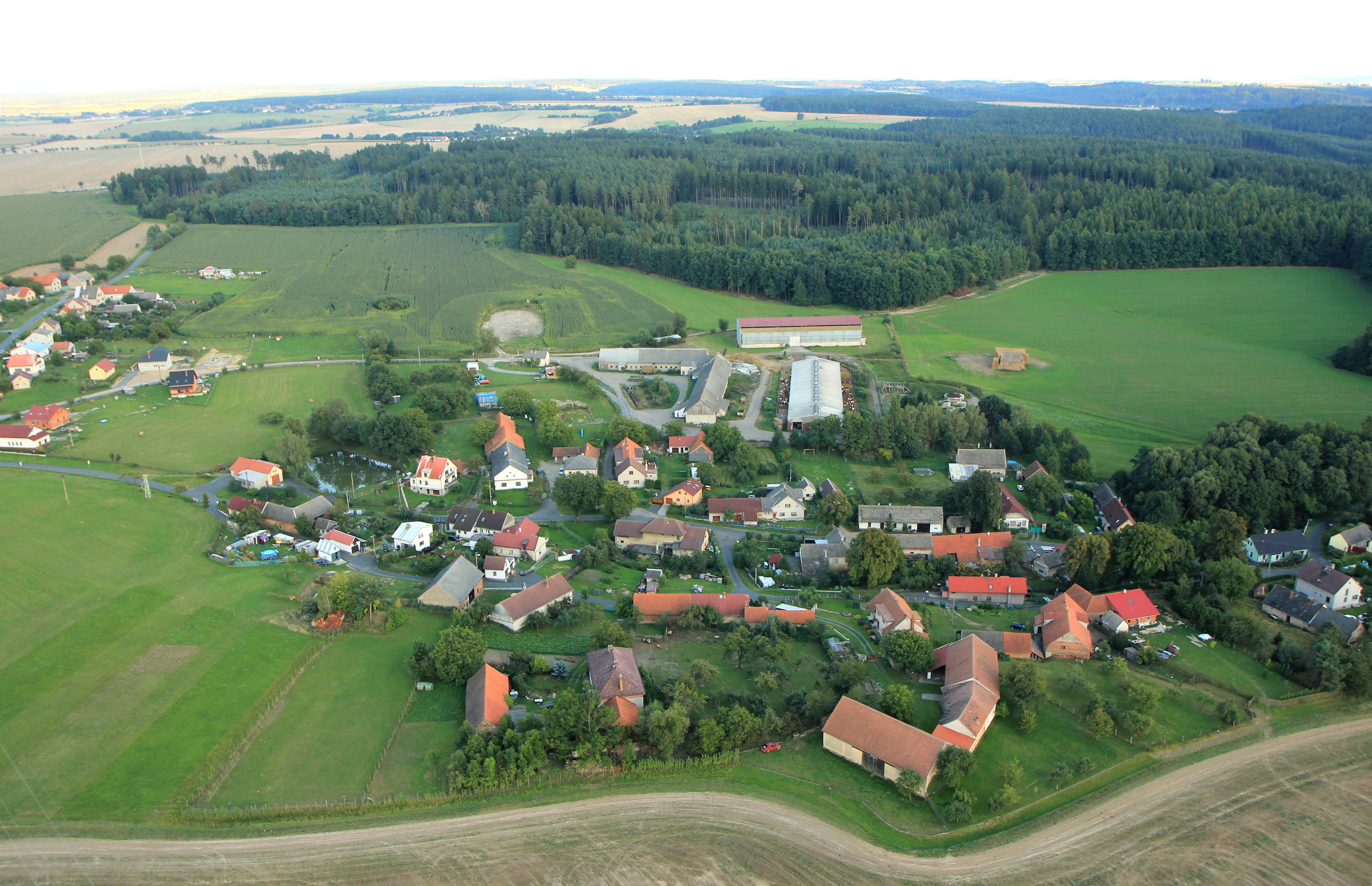
Le hameau de Čekanov.

## Administration
La commune se compose de dix quartiers :
- Úžice
- Benátky
- Čekanov
- Františkov
- Chrastná
- Karlovice
- Mělník
- Nechyba
- Radvanice
- Smrk

## Transports
Par la route, Úžice se trouve à 7,5 km d'Uhlířské Janovice, à 28 km de Kutná Hora et à 62 km de Prague.